# 핀란드 공산당
핀란드 공산당(핀란드어: Suomen Kommunistinen Puolue; SKP 수오멘 코무니스티넨 푸올루에[*])은 1918년부터 1992년까지 핀란드에 존재한 소규모 공산당이다. 이 정당은 1943년까지 공산주의 인터내셔널의 회원이었으며, 1956년부터 1991년까지는 소련의 지원을 받아 운영되었다. 1944년에 핀란드 정부가 기존의 반소련 입장을 사과하고 소련과 동맹을 맺으면서 합법 정당이 되었으며, 그해 핀란드 인민민주동맹을 결성, 1945년에 핀란드 공산당 역사상 최초로 의회에 진입하는데 성공했다.